# Sinik
Pour l’article ayant un titre homophone, voir Cynique.
Sinik, de son vrai nom Thomas Gérard Idir, né le 26 juin 1980 à Paris, est un rappeur français. 
En 1996, Sinik forme le groupe L'Amalgame avec Fik’s Niavo, Grödash et Djorka Fella. L'Amalgame fusionne avec d'autres groupes de l'Essonne et des Hauts-de-Seine comme L'Affront (R2eno / P.Kaer) et Frères Guerriers (K.I.D / Templar) et Djorka Fella pour former Ul'Team Atom en 1998.
Avec 17 ans de carrière scénique en solo, neuf albums studio publiés entre 2005 et 2022, deux street albums, deux mixtapes et deux maxis, Sinik compte plus de 1,4 million de disques vendus. En 2005 sort son premier album La Main sur le cœur, qui arrive en tête des ventes dès la première semaine alors qu'il est encore peu connu. L'album est un énorme succès et devient double disque d'or avec plus de 250 000 exemplaires vendus, suivi de Sang froid qui devient disque de platine avec plus 300 000 exemplaires vendus, Le Toit du monde qui devient double disque d'or avec 250 000 exemplaires vendus, puis Ballon d'or et La Plume et le Poignard qui deviennent disque d'or avec 50 000 exemplaires vendu.
En 2015, son sixième album, Immortel II est vendu à plus de 51 000 exemplaires. Cet album est de nouveau disque d'or. En 2017, il annonce dans un premier temps mettre fin à sa carrière de rappeur, et devient gérant d'un salon de tatouage à Paris
En 2022, il annonce après la sortie de son album Niksi qu'il met un terme à sa carrière dans le rap.

## Biographie

### Jeunesse et débuts
Thomas Gérard Idir naît le 26 juin 1980 dans le 4e arrondissement de Paris d'une mère française et d'un père algérien kabyle originaire de Béjaïa. À l'âge de 4 ans, il déménage avec ses parents aux Ulis, à la cité des Hautes Bergères, dans l'Essonne, où il passe toute son enfance ainsi que son adolescence. À l'âge de 8 ans, Sinik se passionne pour le football et se met en tête de devenir footballeur professionnel. Il se passionne également pour le rap et écrit ses premiers textes à l'âge de 13 ans. C'est à l'école que le surnom de « Sinik » lui est donné par ses camarades de classe.
Connaissant l'échec scolaire, Sinik termine sa scolarité, émaillée de nombreux incidents, en classe de 4e. Cependant, il revient sur cet épisode de sa vie en conseillant aux jeunes de ne pas faire comme lui et de travailler à l'école ; il l'explique dans Démence : « petit, va a l'école et fais la prière, rares sont les millionnaires qui s'arrêtent en quatrième. ». En 1996, alors qu'il vend de la drogue à la sortie du lycée Blaise-Pascal d'Orsay, il rencontre la rappeuse Diam's. Celle qu'il considère comme sa petite sœur le convainc alors de cesser le trafic de drogue et de se concentrer sur le rap puisque ses études sont ratées (morceau Dans le vif avec Fred Musa). À 16 ans, il est expulsé de chez lui par les huissiers, mais revient régulièrement aux Ulis.

### Débuts (1996-2003)
Sinik commence le hip-hop en 1996 avec le groupe l'Amalgame (Sinik/ Grodash/ Fik's Niavo). Par la suite, le groupe l'Amalgame fusionne avec d'autres groupes de rap en 1998 et forme alors le collectif Ul'Team Atom, avec lequel il sort en 1999 une mixtape nommée Ul'Team at Home 1er Volet, avec des apparitions telles que la Scred Connexion, ATK ou encore Diam's. Sinik quitte le collectif en 2000 et commence ainsi une carrière en solo. La même année, il sort son premier maxi nommé Malsain qui se vend à plus de 1 000 exemplaires. Avec l’argent récolté, Sinik fonde avec Karim et Nabyle Tamarat le label Six-O-Nine.
En octobre 2000, Sinik sort son premier Maxi intitulé Malsain et contenant six titres : quatre chansons et deux chansons instrumentales. Le thème général de l'album est la rue et les problèmes de la vie de banlieusard. On peut y entendre son premier featuring avec Diam's. Il se vend à plus de 1 000 exemplaires. Le rappeur multiplie les apparitions aux côtés d’autres artistes de la même mouvance. Repéré par Tefa et Masta (Kilomaître Production), il signe en 2001 un titre sur la compilation Mission suicide, J'emmerde les modes avec Fdy et Lino coréalise avec Stomy Bugsy la bande originale du film 3 zéros de Fabien Onteniente sur les écrans en 2002. Cette même année, après avoir monté le labelSix-O-Nine, il commercialise le CD cinq titres Artiste triste mais ne peut le défendre comme il l’aurait souhaité, contraint de faire un nouveau séjour en prison. Sinik reconnaît avoir été condamné à quatre reprises et avoir passé au total près d’un an en détention.
Ce maxi reprend les mêmes thèmes que le précédent Malsain et se vend à 2 500 exemplaires. Invité par Sniper avec Diam's sur Paname all starz de l'album Gravé dans la roche et Zoxea sur leurs albums respectifs, il participe aussi à de nombreuses mixtapes qui lui permettent de se faire connaître du public rap.
En octobre 2000, Sinik sort son premier maxi (Malsain) sorti en vinyle et cassette audio, avec six morceaux : 3 chansons, 3 instrumentales. Ce maxi se vend à 1 000 exemplaires. En février 2002, Sinik sort son deuxième maxi cd du nom Artiste triste qui se vend à 2 500 exemplaires. Le CD est réédité en 2008 en format cd audio mais les exemplaires sont devenus rares.

### En attendant l'album(2004)
Le 15 juin 2004, Sinik sort son premier street album, En attendant l'album, sur le label Néochrome. Sur cet album figurent certains morceaux issus de mixtapes précédentes. Le succès de ce street-album, vendu en dehors du circuit classique de distribution, confirme sa réputation grandissante. Plusieurs titres sont repris sur La Main sur le cœur, son véritable premier album publié en janvier 2005.
Sinik collabore avec le label Néochrome pour y sortir un street album (album réalisé avec un budget moins important qu'un véritable album) intitulé En attendant l'album, qui sort le 15 juin 2004. Dans ce street album, Sinik y montre un style d’écriture très personnel, y évoquant son vécu, mais aussi la situation des banlieues et un point de vue sur le monde actuel. Il sort la même année une mixtape, Pour que les sons ne partent pas en fumée, avec la collaboration d'Ul'Team Atom. En 2005, il fait un autre projet avec toujours un rappeur d'Ul'team Atom, Reeno. Ce projet s'appelle Hors serim 2, avec de nouveau beaucoup de featurings (Alibi Montana, Seth Gueko, Tir Groupé).

### La Main sur le cœur(2005)
En 2005, un an après son street-album En attendant l'album, Sinik publie La Main sur le cœur, son premier véritable album sous le label Warner. Cet album aborde des thèmes similaires à ceux de En attendant l'album, mais à la différence de son street-album, La Main sur le cœur contient des collaborations avec d'autres artistes. L'album comprend aussi deux morceaux bonus qui figuraient déjà sur le « Street Album », les morceaux sont L'assassin et Dis leur 2 ma part. Le premier extrait est Une époque formidable qui raconte son enfance aux Ulis où il a grandi, pour ne pas perdre espoir malgré les embûches de la vie comme lorsqu'il raconte que les huissiers sont venus chez ses parents. Le second extrait est Cœur de pierre, une chanson douce avec des chœurs sur les refrain. Sinik réutilise des phrases assénées à ses adversaires lors des battles, ces joutes verbales entre rappeurs, et grâce auxquelles il est devenu en 2003 le vainqueur de la deuxième édition de la compétition Dégaine ton style, commercialisée en DVD. Parmi les quinze autres morceaux, D.3.32 fait référence à la cellule qu’il a occupée à la prison de Fleury-Mérogis, tandis que Le même sang lui donne l’occasion de retrouver Diam’s.
Le rappeur part ensuite défendre ses chansons sur scène. La tournée Indépendance Tour qu’il effectue avec les groupes L’Skadrille et Tandem passe par la salle parisienne de l’Elysée-Montmartre en mai 2005. Trois semaines plus tôt, Kool Shen l'avait sollicité pour participer à son ultime concert au Zénith de Paris. Cet album compte plus de 250 000 exemplaires vendus. L'album est certifié double disque d'or. La carrière de Sinik est lancée.

### Sang froid(2006)
En 2006, Sinik sort un second album appelé Sang froid, sur lequel il enchaîne les featurings et aborde des thèmes similaires à ceux du précédent album.. Il y aborde à plusieurs reprises des sujets tels que la rue (Zone Interdite, Sarkozic). Une partie des productions est l’œuvre du tandem Tefa et Masta, reconnu entre autres pour son travail avec Diam’s. À la qualité des instrumentaux s’ajoute l’écriture incisive et habile de l’artiste, capable de métaphoriser sa dépendance au cannabis dans Mon pire ennemi ou de raconter dans La Cité des Anges les sentiments qu’ont fait naître sa visite à des enfants malades dans un hôpital parisien (l'hôpital Robert Debré), et décide de faire des collaborations avec des artistes de renom, tels que Tunisiano, Vitaa ou Kool Shen, qu'il invite pour reprendre le morceau That’s For My People. La nouvelle version est rebaptisée Si proche des miens. Le premier single extrait de cet album est Autodestruction.
Commercialisé au début du mois d’avril 2006, le disque entre aussitôt à la seconde place du classement des meilleures ventes avec 45 000 ventes la première semaine.
Le même mois, le rappeur se produit devant le public du Bataclan à Paris et entame une nouvelle tournée française.
En juillet, il se rend en Algérie pour deux concerts, dans la capitale Alger et au festival de Timgad. Après avoir joué sur l’île de La Réunion en octobre, il est sur les planches de l’Olympia en novembre. Sa prestation est filmée et fait l’objet d’un DVD paru quatre semaines plus tard dans le Planète Rap Mag.
Tout en menant sa carrière personnelle, Sinik continue à collaborer à un grand nombre de projets avec d’autres artistes.
En 2007, il participe à l’album d’Idir et signe un des titres de la BO du film Taxi 4 de Gérard Krawczyk.
Il est également l'album que Sinik a le mieux vendu, car près de 300 000 exemplaires se sont écoulés. L'album est certifié disque de platine.

### Le toit du monde(2007-2008)
En 2007, celui-ci s'intitule Le Toit du monde. Sinik le dévoile à la presse du haut de la tour Montparnasse, à Paris, en décembre 2007. Dans cet album, Sinik y évoque davantage les problèmes mondiaux, et d'après lui, Le Toit du monde est une façon pour lui de dire qu’il a une vue d’ensemble sur le monde, un point de vue duquel on peut voir tout ce qui se passe comme pour le premier extrait avec De tout là-haut avec Kayna Samet raconte la vision du monde d'un point de vue extérieur de ce que pense les gens quand il sera mort. Le titre Représailles parle d'une histoire que Sinik aurait vécu plus jeune, et montre comment une simple dissension lors d'une fête peut finir en rixe avec armes à feu. Le clip contient des images réelles. Mais ce qui surprendra le plus c'est la collaboration avec le chanteur international de variété James Blunt un morceau très apprécié de cet album.
Il se fait même dansant et presque joyeux sur Dans mon club, l'histoire d'une boîte de nuit souterraine. Fidèle à ses origines et à ses amis des Ulis, il décrit son département dans l'Essonne'Geless et partage le micro avec son amie Diam's sur Né sous X, fiction noire autour d'une paternité prématurée. Sinik part en tournée en mars 2008 et s'arrête au Zénith de Paris le 28, entouré sur scène de plusieurs invités comme Diam's, Vitaa, ou encore James Blunt. Cet album est une fois de plus un succès, car 255 000 exemplaires s'écoulent. L'album est certifié double disque d'or.
En décembre 2008, Sinik sort une réédition de son troisième album, pour faire patienter son public par rapport à son second street-album, qui a pris un peu de retard.

### Ballon d'or(2009)
Sinik reconnaît des trous d'air dans sa carrière En 2009, Sinik sort l'album Ballon d'or, qui, à la base, devait être son dernier album. Sinik dit avoir voulu changer de flow et prendre plus de risques car certains lui reprochaient de toujours faire le même type de musique, comme les titres Mort ou vif ou Dangereux. Attaché aux symboles, Sinik le lance cette fois-ci depuis le Parc des Princes, un stade qui accueille de nombreux matchs de foot, à Paris. Ce nouvel album inclut Gladiateurs, écrit pour soutenir l'équipe d'Algérie qualifiée pour les phases finales de la coupe du monde de football 2010, ce qui n'était pas arrivé depuis 1986. Les premiers extraits de Ballon d'or diffusés en radio sont Adrénaline et Mort ou vif. Le rappeur investit le Bataclan, à Paris, le 7 décembre 2009. Mais contrairement aux albums précédents, Ballon d'or n'a pas eu un aussi gros succès au niveau des ventes que ses trois albums précédents, car 50 000 exemplaires se sont vendus. En effet, Sinik a changé de maison de disque, quittant Warner pour Universal musique.
En 2011, Sinik sort un best-of avec les meilleurs morceaux de ses 4 premiers albums du nom d'Immortel. Il est vendu sur les plates-formes numériques.

### La plume et le poignard(2012)
En 2011, Sinik sort la mixtape Le Côté malsain sous un format « Street Album ». Dans cette «mixtape» de 30 morceaux (pour la version collector, et 18 morceaux pour la version simple), Sinik montre un style d'écriture et instrumental rappelant les deux maxis qu'il avait sortis avant de rentrer sérieusement dans le rap game. Ce « Street Album », qui a plutôt eu de bonnes répercussions, est entré en 8e position du top album avec 6 830 copies vendues durant la première semaine d'exploitation. Il comprend à la fois des chansons engagées (Boule de cristal, Dis-leur 2011, etc.) et des morceaux autobiographiques (101 mesures de haines, Cœur de glace, etc.).
Aux vues des bonnes critiques et des bonnes appréciations de son street album[réf. nécessaire] Le Côté malsain, Sinik décide de sortir un nouvel album. Le 24 septembre 2012, il publie donc son cinquième album intitulé La Plume et le Poignard, comprenant notamment des featurings avec Kayna Samet pour Pinocchio, Segnor Alonzo avec Légitime défonce, Les 16 vérités avec Médine, LECK et Fababy. Le quatrième extrait, Anti-couronne, est dévoilé le 10 septembre.
L'album arrive en tête des ventes iTunes dès sa sortie, devant BB Brunes, No Doubt, Pink ou Green Day, sans le moindre single en radio ni de clip sur les écrans,. L'album était annoncé comme étant son dernier et devait s'intituler La Main sur le gun référence à la main sur le cœur son premier album solo. Mais le rappeur en a décidé autrement et a repoussé sa sortie, le renommant La Plume et le Poignard pour le mélange de ses textes hardcore et conscient à la fois.
L'album La Plume et le poignard est certifié disque d'or avec 23 000 vendus, ventes physiques et digitales confondues,. Il est disque d'or pour 50 000 albums mis en rayon.

### Immortel IIet fin de carrière (2015-2017)
Sinik annonce sur Twitter et Facebook le nom de son prochain album qui s’intitulera Immortel II. La sortie du projet est programmée pour le 13 avril 2015. Le premier extrait est Le Diable avec du Rouge à Lèvres disponible le 23 mai 2014 en téléchargement légal (Itunes). Le 5 mars 2015 sort le clip Contradictions tourné à Chicago . Le 4 avril sort le clip Le Cancer de la banlieue. Le 22 mai sort le clip Quand je serai grand. L'album se vend à 6 900 exemplaires la première semaine, il a fait une entrée en 5e position au top album. Il fait 33 000 ventes digitales confondues sur iTunes[réf. nécessaire]. Deux ans après la sortie de l'album Immortel, celui-ci a atteint les 51 000 exemplaires vendus. (Ce chiffre de vente provient de nombreux sites de vente en ligne). Il devient disque d'or. Sinik avoue qu'un disque d'or est un échec.
En 2016, Sinik déclare à propos de la musique que « le train est passé, je n'ai pas honte de le dire ». En effet, Sinik a connu un fort succès avec ses trois premiers albums. À partir de 2009, sa carrière a commencé à s’essouffler, malgré deux disques d'or par la suite.

### Retour (depuis 2017)
En juillet 2017, Sinik poste une courte vidéo sur son compte Facebook où on le voit en studio en train d'écouter un nouvel enregistrement d'un morceau inédit,. Ces nouveaux enregistrements devraient donner lieu à la publication d'un album digital en septembre 2017. Le 17 septembre sort son freestyle du projet Drone sur la chaîne YouTube, Rapunchline.
Le 29 septembre 2017, il publie un nouveau single sur YouTube, De marbre, pour annoncer la sortie de son nouvel album, Drone, le 17 novembre. Le 16 novembre 2017, juste un peu avant minuit, Sinik sort son nouveau clip Qu'est ce que tu deviens sur sa chaîne YouTube. Cet EP est à 37 000 ventes en téléchargement légal et numérique. Le 14 septembre 2018, il publie le clip Le Réveil, morceau extrait de son nouvel album à venir, Invincible. L'album est prévu pour le 25 janvier 2019. soit 14 ans après la sortie du premier album. Cependant à la suite de la signature de Sinik en maison de disque Believe l'album est repoussé au 8 mars 2019. La tracklist est déjà disponible, de même que la précommande. Cet album comportera des featuring avec Rémy et Souldia. De plus, il comportera la suite  du morceaux l'assassin qui était un morceau compilant les plus grosses prestations de Sinik lors des battles. Le 8 mars, l'album Invincible (14 titres) sort accompagnée du clip Mes Tatouages.

### Invincible(2019)
Invincible est le 7e album du rappeur, sorti le 8 mars 2019 et vendu à 2 451 exemplaires la première semaine. Il est vendu à 40 000 exemplaires et fait 20 000 ventes confondues sur iTunes.

### 8ème Art(2020)
Sinik annonce la sortie de l'album 8ème Art pour le 27 novembre 2020 avec comme premier extrait Douce France et Bang Bang.

### Niksi(2022)
Il sort en avril 2022 un nouvel album intitulé Niksi, dans lequel on trouve des featurings avec Lino et Souldia. À la suite de la sortie de cet album, il annonce comme il l'avait déjà fait par le passé, qu'il met un terme à sa carrière de rappeur.

### Une époque formidable(2024)
L'artiste publie son autobiographie en mars 2024 appelée Une époque formidable sous-titré que tu comprennes mon histoire tout simplement aux éditions Faces Cachées. Dans celui-ci il raconte son parcours de vie et notamment ses débuts dans le rap aux Ulis.

## Autres activités
Sinik est parrain de l'association Ce Ke Du Bonheur créée par Hélène Sy, la femme d'Omar Sy. Il fera une chanson pour l'association La Cité des anges issue de l'album Sang froid. Le clip est tourné à l'hôpital Robert-Debré.
Sinik est, depuis le 7 janvier 2013, chroniqueur régulier dans l'émission Tribune PSG sur France Bleu 107.1. En février 2016, il ouvre son salon de tatouage "Watch my Tattoo" dans le 14e arrondissement de Paris. Sinik crée aussi un nouveau label en 2017 du nom de famous[réf. nécessaire].
Le 7 mars 2024 sort son autobiographie Une époque formidable aux éditions faces cachées. Le titre est l'homonyme d'un de ses morceaux.

## Vie privée
Il est père d'une fille prénommée Inès (née le 3 mars 2009) issue de son union avec la chanteuse Kayna Samet avec laquelle il a été marié.
Le 23 octobre 2008, Sinik est condamné par le tribunal correctionnel d’Évry à huit mois de prison avec sursis et mis à l’épreuve pour avoir conduit malgré la perte de l’ensemble des points de son permis de conduire, mais également pour s'en être pris verbalement et physiquement à deux policiers en décembre 2007. Il est également condamné à 100 euros d’amende et à verser 500 euros de dommages et intérêts à chacun des deux fonctionnaires de police à qui il s’en est pris. Le tribunal lui restitue par ailleurs son véhicule,[réf. à confirmer].

## Discographie

### Albums studio
- 2005 : La Main sur le cœur
- 2006 : Sang froid
- 2007 : Le Toit du monde
- 2009 : Ballon d'or
- 2012 : La Plume et le poignard
- 2015 : Immortel II
- 2019 : Invincible
- 2020 : 8ème Art
- 2022 : Niksi

### Réédition
- 2008 :  Le Toit du monde

### Classement des albums
| Titre                   | Détails                                      | Meilleure position | Meilleure position   | Meilleure position  | Meilleure position             | Ventes                   | Certifications |
| Titre                   |                                              | France (SNEP)      | Suisse (Swisscharts) | Belgique (Ultratop) | Canada (CRIA)[réf. nécessaire] | Ventes                   | Certifications |
| ----------------------- | -------------------------------------------- | ------------------ | -------------------- | ------------------- | ------------------------------ | ------------------------ | -------------- |
| La Main sur le cœur     | - Sortie : 25 janvier 2005 - Label : Warner  | 3                  | 47                   | 78                  | —                              | 250 000[réf. nécessaire] | Platine        |
| Sang froid              | - Sortie : 1er avril 2006 - Label : Warner   | 2                  | 11                   | 5                   | —                              | 300 000[réf. nécessaire] | Platine        |
| Le Toit du monde        | - Sortie : 15 décembre 2007 - Label : Warner | 5                  | 34                   | 20                  | —                              | 250 000[réf. nécessaire] | Diamant        |
| Ballon d'or             | - Sortie : 5 décembre 2009 - Label : 609     | 19                 | —                    | 40                  | —                              | 50 000[réf. nécessaire]  | Or             |
| La Plume et le Poignard | - Sortie : 29 septembre 2012 - Label : 609   | 11                 | 81                   | 23                  | —                              | 50 000[réf. nécessaire]  | Or             |
| Immortel II             | - Sortie : 13 avril 2015 - Label : 609       | 5                  | —                    | —                   | 10                             | 50 000[réf. nécessaire]  | Or             |
| Invincible              | - sorti le 8 mars 2019 - Label : Famous      | 6                  | —                    | —                   | 1                              | 60 000                   | Or             |

### Rééditions
| Titre            | Détails                 | Ventes                   |
| ---------------- | ----------------------- | ------------------------ |
| Le Toit du monde | sortie en décembre 2008 | 150 000[réf. nécessaire] |

### Album numérique
| Titre | Détails                                                     | Ventes                  |
| ----- | ----------------------------------------------------------- | ----------------------- |
| Drone | - Sortie : 17 novembre 2017 - Format : uniquement numérique | 37 000[réf. nécessaire] |

### Apparitions
- 1999 : Sinik feat. 2 Bal, Diam's et Koma - À toi de choisir (sur le sampler du Groove de Mars)
- 2000 : Kennedy feat. Sinik et Diam's - La belle époque (sur l'EP de Kennedy, Tout c'que j'voulais)
- 2001 : Sinik feat. Lino et Fdy Phenomen - J'emmerde les modes (sur la compilation Mission suicide)
- 2002 : Sinik - Le Monde meurt
- 2002 : Sinik - Ma tombe m'appelle (morceau rare)
- 2002 : Sinik - Raiden feat. Sinik - 91 Essonne (maxi CD de Raiden)
- 2002 : Sinik - Sinik feat. Dyru, Beau. B, Lenz et Rabakar - L'Équipe Essonne
- 2003 : Sniper feat. Haroun, Manokid Mesa, L'Skadrille, Sinik & Diam's, Salif & Zoxea, Tandem & 113 - Panam All Stars (sur l'album de Sniper, Gravé dans la roche)
- 2003 : Sinik - Rap pitbull (sur la compilation Talents fachés)
- 2004 : Zoxea feat Sinik, Dany Dan, Lino, Jacky et Nysay - King de Boulogne Remix
- 2004 : Anti-Cefran feat. Sinik (sur l'album Tha Pink LfD's ShoW)
- 2004 : Sinik feat. Kennedy - La France en état de choc (sur la compilation On revient choquer la France)
- 2004 : Sinik - Freestyle (sur la compilation Liberté d'expression)
- 2004 : Sinik feat. Dynam - Lyrics Rue (sur la compilation Street Lourd Hall Stars)
- 2004 : Ul Team Atom feat. Sinik - Mercenaires (sur l'album d'Ul Team Atom, Les anges pleurent)
- 2004 : Sinik - Réaliste (sur la compilation Le Triangle des Bermudes)
- 2005 : N'Dal feat. Sinik et Papifredo - Graine 2 Taulard Remix (sur le street CD de N'Dal, Graine de taulard)
- 2005 : Sinik feat. K'Special - Avant de nous test (sur la compilation Ma conscience)
- 2005 : Baabwaan feat. Sinik - On ira jusqu'au bout (sur l'album de Babwaan, Batème du feutre)
- 2005 : Sinik - HLM Performance (sur la compilation Rap Performance)
- 2005 : Kayna Samet feat. Sinik - Mon tour (sur l'album de Kayna, Entre deux jeux)
- 2005 : Sinik - La corde au cou (sur la compilation Neochrome Vol.3)
- 2005 : Sinik - À deux pas du périph (sur la compilation Neochrome All Stars)
- 2005 : Sinik - Règlement de compte (sur la compilation Neochrome All Stars)
- 2005 : Kennedy feat. Sinik - La France en état de choc (sur le street CD de Kennedy, Flashback)
- 2005 : Daddy Lord C feat. Sinik - Laisse seulement sur le maxi de Daddy Lord C, Laisse seulement)
- 2005 : Sakage Kronik feat. Sinik et R2eno - Révolte (sur l'EP de Sakage Kronik, Chroniques d'un saccage)
- 2005 : Savant Des Rimes feat. Sinik et Nasme - Ma Rue (sur le street CD de Savant Des Rimes, J'attends mon heure
- 2005 : Sinik - Men In Block Part II (sur la compilation Prison)
- 2005 : Ghetto Fabolous Gang feat. Sinik et Iron Sy - Gaz lacrymogène (sur l'album du Ghetto Fabolous Gang, Gangsters avec de grands Boubous)
- 2005 : Kool Shen feat. Sinik & Kery James - That's My People au Zénith
- 2006 : Sinik feat. Reeno - Men in Block Part II (sur la compilation Panam All Stars)
- 2006 : Heckel & Geckel feat. Sinik - Encore des choses à dire sur l'album d'Heckel & Geckel, Street Sho
- 2006 : Sinik - Phonographe (sur la compilation Phonographe)
- 2006 : L'Skadrille feat. Tandem & Sinik - Le son de l'indépendance (sur l'album de L'Skadrille, Nos viwes
- 2006 : Sinik - 40 lignes 40 balles (sur la compilation Illégal Radio)
- 2006 : Sinik Feat Guerilla Black - J'arrive (sur la mixtape Hip Hop Fight Vol.1)
- 2006 : Sinik Feat Seth Gueko - Neochrome (sur la compilation Independenza Label)
- 2006 : Nysay Feat Sinik - On baise la concurrence (sur le street CD de Nysay, Dos au mur
- 2006 : Grodäsh Feat Sinik & Scar Logan - Viens tester les kings (sur l'album de Grodäsh, Illegal Muzik)
- 2006 : Mech feat. Sinik - C'est l'Essonne (sur l'EP de Mech, Le début de la fin)
- 2006 : De nos jours (sur la mixtape Mixtape Evolution)
- 2006 : Holocost Feat Sinik - Forest Fosse Hall (sur l'album d'Holocost, L'argent de la Brinks)
- 2006 : Sinik feat. Medine et Alonzo - Street Live
- 2006 : Sinik - Attiré par la Brinks (sur la compilation Poésie Urbaine Vol.2)
- 2007 : Sinik - L'Homme à abattre, réponse à Booba
- 2007 : Sinik - Ennemi d'État sur la B.O. du film Taxi 4
- 2007 : L'algérino Feat Sinik - P.M (sur l'album de l'Algerino, Mentalité pirate)
- 2007 : Sinik - Dans la cage sur la B.O. du film Scorpion
- 2007 : Sinik feat. Idir - Tizi (sur l'album d'Idir, La France des couleurs)
- 2007 : Bakar feat. Sinik & Medine - Les gens comme eux Remix (sur l'album de Bakar, Rose du béton)
- 2007 : Alibi Montana Feat. Sinik - L'heure de vérité (sur l'album d'Alibi, Inspiration guerrière)
- 2007 : Sinik feat. Seth Gueko - Gangsta World (sur la compile ADN Criminel)
- 2007 : Sinik feat. Res-K - J'ai fais un rève (sur la compile Total 73)
- 2007 : Sinik feat. Reeno, Scar Logan & Schlass - Attire par la Brink's (sur la compilation Rimes et châtiments)
- 2007 : Sinik - Argent de la brinks (sur la compilation Premier combat Vol.1)
- 2007 : Sinik feat James Blunt je réalise (Album : Le Toit du Monde)
- 2008 : Sinik feat. Kayna Samet - Je me sens mal (sur la compilation La Fnac en mode Rap français)
- 2008 : Sinik - L'essonien (sur la compilation 100% rap français)
- 2008 : Sinik - De tout en bas (sur la mixtape One King)
- 2008 : Sinik - J'en place une (première version single)
- 2009 : Bienvenue Chez les Bylkas (Sinik, Big Ali et Cheb Bilal)
- 2010 : Leck feat. Sinik - Tête à tête (sur l'album de Leck, Parce que la passion est une vertu)
- 2011 : Sinik feat. Polemic - Regarde nos vies
- 2011 : Tunisiano, Sinik, feat. Cici Melodie - On fait avec
- 2011 : Youssoupha feat. Sinik - Collision
- 2012 : Sinik vs. Gaiden - Clash (Official Video)
- 2012 : Kennedy feat. Sinik - La France en état de choc
- 2012 : Kennedy feat. Sinik - Hardcore
- 2012 : Ul' Team Atom feat Sinik - Mercenaires
- 2013 : Zoxea - Dans la lumiere (feat Sinik)
- 2013 : El Matador feat. Sinik - Viens pas chercher
- 2013 : Joe Black feat Sinik - Avec des si
- 2013 : Ghetto Fabulous Gang feat. Sinik et Iron Sy - Gaz lacrymogène (son)
- 2019 : Sinik feat. Souldia - Paisible Violence
- 2019 : Sinik feat. Rémy - Enfants terribles
- 2019 : Sinik feat. Souldia - Bousillé
- 2019 : Seth Gueko - Paris street (feat. Flynt, Jazzy Bazz et Sinik)
- 2020 : Souldia feat Seth Gueko, Sinik et Rick Pagano - Rouge neige
- 2024 : Davodka feat Sinik - Avec des mots
- 2025 : Kofs feat. Sinik - Bâtiment[44]

## Filmographie
- 2007 : Tel père, telle fille (réalisé par Olivier de Plas)

## Clips vidéo
| Titre                     | Année | Album                   |
| ------------------------- | ----- | ----------------------- |
| L'Assassin                | 2004  | En attendant l'album    |
| Dis leur de ma part       | 2004  | En attendant l'album    |
| Cœur de pierre            | 2005  | La Main sur le cœur     |
| Une époque formidable     | 2005  | La Main sur le cœur     |
| Le même sang              | 2005  | La Main sur le cœur     |
| Ne dis jamais             | 2006  | Sang Froid              |
| Autodestruction           | 2006  | Sang Froid              |
| La cité des anges         | 2006  | Sang Froid              |
| Zone interdite            | 2006  | Sang Froid              |
| De tout là-haut           | 2007  | Le Toit du monde        |
| Je réalise                | 2007  | Le Toit du monde        |
| Représailles              | 2007  | Le Toit du monde        |
| Rue des bergères          | 2007  | Le Toit du monde        |
| Daryl                     | 2007  | Le Toit du monde        |
| Mes pensées               | 2007  | Le Toit du monde        |
| Adrénaline                | 2009  | Ballon d'or             |
| Mort ou vif I             | 2009  | Ballon d'or             |
| Mort ou vif II            | 2009  | Ballon d'or             |
| Gladiateurs               | 2009  | Ballon d'or             |
| 100 regrets               | 2011  | Le Côté malsain         |
| Boule de cristal          | 2011  | Le Côté malsain         |
| Les 16 vérités            | 2012  | La Plume et le Poignard |
| sinik clash gaiden        | 2012  | La Plume et le Poignard |
| Anti couronne             | 2012  | La Plume et le Poignard |
| Pinocchio                 | 2012  | La Plume et le Poignard |
| Contradictions            | 2015  | Immortel II             |
| Le Cancer de la banlieue  | 2015  | Immortel II             |
| Qu'est-ce que tu deviens? | 2017  | Drone                   |
| Paisible violence?        | 2018  | Survivant               |
| Le Réveil                 | 2018  | invincible              |
| Enfants Terribles         | 2018  | invincible              |
| Mes tatouages             | 2018  | invincible              |
| Cicatrices                | 2022  | Niksi                   |